# Thinophilus frontalis
Thinophilus frontalis är en tvåvingeart som beskrevs av Van Duzee 1914. Thinophilus frontalis ingår i släktet Thinophilus och familjen styltflugor. Inga underarter finns listade i Catalogue of Life.